# MonsTour
MonsTour es un tour de la banda de hard rock Lordi, que comenzó el 1 de octubre de 2016. La gira contempló países de Europa y de América del Norte, terminando en Rusia el 15 de octubre de 2017.

## Gira

### European MonsTour
- 1 de octubre - Music Hall, Markneukirchen, Alemania
- 2 de octubre - Hellraiser, Leipzig, Alemania
- 4 de octubre - Barba Negra, Budapest, Hungría
- 6 de octubre - Conrad Sohm, Dornbirn, Austria
- 7 de octubre - Explosiv, Graz, Austria
- 8 de octubre - Spinnerei, Traun, Austria
- 9 de octubre - MMC, Bratislava, Eslovaquia
- 11 de octubre - Colos Saal, Aschaffenburg, Alemania
- 12 de octubre - Z7, Pratteln, Suiza
- 14 de octubre - De Kreun, Cortrique, Bélgica
- 15 de octubre - Zeche, Bochum, Alemania
- 16 de octubre - Columbia Theater, Berlín, Alemania
- 19 de octubre - Multihala Sports Hall, Košice, Eslovaquia
- 20 de octubre - Garage, Ostrava, República Checa
- 21 de octubre - Sports Hall, Hluk, República Checa
- 22 de octubre - Meet Factory, Praga, República Checa
- 23 de octubre - Rockfabrik, Luisburgo, Alemania
- 25 de octubre - Hirsch, Núremberg, Alemania
- 26 de octubre - Backstage, Múnich, Alemania
- 28 de octubre - Kaminwerk, Memmingen, Alemania
- 30 de octubre - Music Jam Club, Sofía, Bulgaria
- 2 de noviembre - P60, Amstelveen, Países Bajos
- 4 de noviembre - Zenith, Nancy, Francia
- 5 de noviembre - Dagda, Borgo Priolo, Italia
- 6 de noviembre - Revolver, San Donà di Piave, Italia
- 9 de noviembre - Button Factory, Dublín, Irlanda
- 10 de noviembre - Monroes, Galway, Irlanda
- 13 de noviembre - Scene, Swansea, Reino Unido
- 14 de noviembre - La Belle Angele, Edimburgo, Reino Unido
- 15 de noviembre - O2 Academy, Newcastle, Reino Unido
- 16 de noviembre - Diamond, Doncaster, Reino Unido
- 18 de noviembre - Hangar 34, Liverpool, Reino Unido
- 19 de noviembre - Bierkeller, Bristol, Reino Unido
- 20 de noviembre - O2 Academy, Londres, Reino Unido

### North American MonsTour
- 2 de febrero - Rickshaw Theater, Vancouver, BC, Canadá
- 3 de febrero - Hawthorne Theater, Portland, OR, Estados Unidos
- 4 de febrero - Studio Seven, Seattle, WA, Estados Unidos
- 6 de febrero - The Catalyst, Santa Cruz, CA, Estados Unidos
- 7 de febrero - City National Grove, Anaheim, CA, Estados Unidos
- 8 de febrero - Whiskey a Go Go, West Hollywood, CA, Estados Unidos
- 9 de febrero - Club Red, Tempe, AZ, Estados Unidos
- 11 de febrero - Bluebird Theater, Denver, CO, Estados Unidos
- 12 de febrero - Aftershock, Merriam, KS, Estados Unidos
- 13 de febrero - The Cabooze, Minneapolis, MN, Estados Unidos
- 14 de febrero - Reggies, Chicago, IL, Estados Unidos
- 15 de febrero - Agora Theater, Cleveland, OH, Estados Unidos
- 17 de febrero - Chameleon Club, Lancaster, PA, Estados Unidos
- 18 de febrero - The Palladium, Worcester, MA, Estados Unidos
- 19 de febrero - FouFounes, Montreal, QUE, Canadá
- 21 de febrero - Le Cercle, Quebec City, QUE, Canadá
- 22 de febrero - Opera House, Toronto, ONT, Canadá
- 23 de febrero - Stage 48, Nueva York, NY, Estados Unidos
- 24 de febrero - Upstate Concert Hall, Clifton Park, NY, Estados Unidos
- 25 de febrero - Soundstage, Baltimore, MD, Estados Unidos
- 27 de febrero - Loft at Center Stage, Atlanta, GA, Estados Unidos
- 28 de febrero - Orpheum, Tampa, FL, Estados Unidos
- 2 de marzo - Scout Bar, Houston, TX, Estados Unidos
- 3 de marzo - Fitzgeralds, San Antonio, TX, Estados Unidos
- 4 de marzo - Trees, Dallas, TX, Estados Unidos

### Vuelta a Europa
- 24 de junio - Rock am Härtsfeldsee, Dischingen, Alemania
- 8 de julio - Vicious Rock Festival, Trollhattan, Suecia
- 15 de julio - Moto Open Fest, Kiev, Suecia
- 18 de agosto - Castle Garden, Moravsky Krumlov, República Checa
- 16 de septiembre - Rockclub Outdoor, Ciudad Real, España
- 7 de octubre - Eventhalle, Geiselwind, Alemania
- 14 de octubre - Kosmonaut, San Petersburgo, Rusia
- 15 de octubre - Volta, Moscú, Rusia